# Estación de Granollers-Canovellas
Granollers-Canovellas (oficialmente y en catalán Granollers-Canovelles) es una estación ferroviaria situada en el municipio español de Granollers, en la provincia de Barcelona, comunidad autónoma de Cataluña.

## Situación ferroviaria
Se encuentra en el pk. 28,7 de la línea férrea de ancho ibérico que une Barcelona con Ripoll a 152 metros de altitud. El tramo es de vía única y está electrificado.
Hay un proyecto de desdoblamiento desde La Garriga hasta Parets que permitirá aumentar el servicio ferroviario en dicho tramo.

## Servicios ferroviarios

### Cercanías
Forma parte de la línea R3 de Cercanías Barcelona operada por Renfe.
| << cabecera                                                                    | < estación | línea                     | estación >                                                         | cabecera >> |
| ------------------------------------------------------------------------------ | ---------- | ------------------------- | ------------------------------------------------------------------ | ----------- |
| Rodalies de Catalunya de Renfe                                                 |            |                           |                                                                    |             |
| Hospitalet                                                                     | Parets     |                           | terminal                                                           | terminal    |
| Hospitalet                                                                     | Parets     | Las Franquesas La Garriga | La Garriga Vich Ripoll Ribas de Freser Puigcerdá 1 Latour de Carol |             |
| 1. Hay un servicio origen/destino Puigcerdá que no tiene parada en la estación |            |                           |                                                                    |             |